# GSC9453-1525
GSC9453-1525 — хімічно пекулярна зоря спектрального класу ?, що має видиму зоряну величину в смузі V приблизно 10,3.

## Пекулярний хімічний вміст
Зоряна атмосфера GSC9453-1525 має підвищений вміст Sr.